# スローダウン

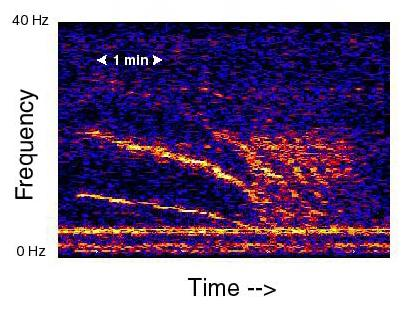
スローダウンのスペクトログラム

座標: 南緯15度00分00秒 西経115度00分00秒 / 南緯15.000000度 西経115.000000度
スローダウン（英: Slow Down）は、海中で観測された発生原因不明の低周波の音波のパターンに付けられた、音の名称である。なお、片仮名表記ではスロウダウンと書かれる場合もあるが、本項では以降、スローダウンに統一する。

## 概要
この音に「スローダウン」という名称が与えられたのは、この音が7分以上の時間をかけてゆっくりと周波数が低くなっていった（音高が下がっていった）からである。
スローダウンが、アメリカ海洋大気庁によって、赤道付近の太平洋で録音されたのは、1997年5月19日のことである。この音が観測された位置は、太平洋の南緯15度、西経115度付近。自動的に海中の音の観測を行うようになっている水中マイクによって録音された。この音は、さらにその後も1997年に何度か観測された。
しかしながら、この音の発生原因は不明である。この音が発生する原因の仮説の1つとしては、南極の氷が動いたことが発生原因だという説が存在する。これは、スペクトラムアナライザでの解析結果が、氷が動いた時に発生する音とスローダウンとで、よく似ているからだ。このことから、氷が陸地を擦るという摩擦現象が、スローダウンの発生原因なのかもしれないと考えられている。

## 海洋の発生原因不明の音
海洋においては、スローダウン以外にも発生原因不明の音が観測されている。例えば、アプスウィープ、ホイッスル、トレイン、ブループ、ユリアといった音が挙げられる。